# 杨苡
杨苡（1919年9月12日—2023年1月27日），本名杨静如，女，汉族，中国翻译家、作家。她的译著《呼啸山庄》至今仍然畅销。Wuthering Heights 最初被梁实秋先生翻译为“咆哮山庄”，而杨苡的翻译更为传神，成为公认的佳译。杨苡出生于一个文学家庭，其兄长杨宪益也是著名文学家和翻译家。杨苡的丈夫赵瑞蕻也是著名翻译家。杨苡另一个广为人知的身份是巴金的笔友和朋友，两人有长达六十余年的友谊，有跨越半个世纪的书信往来，是珍贵的历史档案。

## 生平

### 家庭
杨苡原名杨静如，祖籍江苏盱眙，1919年出生于天津。杨苡所在的家族是一个书香世家，祖辈有四位曾在晚清时考入翰林。杨苡的父亲杨毓璋有三房太太，杨毓璋年轻时曾留学日本学习经济，回国后曾任中国银行天津分行行长，是中国第一代银行家，但其在杨苡出生不久便因病死于1920年。杨苡的母亲徐燕若是杨毓璋的第二位太太，因杨毓璋的大太太怀有八胎却只活了两胎女婴而娶徐燕若做二房，徐燕若育有一子两女，即杨苡与杨苡的哥哥杨宪益，杨苡的姐姐（古典文学研究专家杨敏如）。

### 读书
1927年，杨苡进入美国美以美会在天津创办的教会学校天津中西女校就读小学，因该校采用英文课本教学，为其日后的翻译家生涯打下了中英文基础。1933年，出于安全考虑，杨家卖掉了位于天津日租界花园街8号宅邸，搬到了法租界。
1935年，一二·九运动爆发，十七岁的杨苡受封建家庭限制，未能参加此次学生运动，便投笔给流行小说《家》的作者巴金写信，以倾诉心中积郁，未曾想巴金竟然回信杨苡，从此杨苡与巴金结下缘分，两人一生中多次互寄书信沟通。同年，杨苡在观看中国旅行剧团表演的《雷雨》后用笔名晓黛发表了其处女作，即发表在天津《庸报》上的话剧点评文章《评中旅〈雷雨〉的演出》。此后亦发表过几篇小诗。
1937年，杨苡在接受了十年的教会学校教育后毕业，以优异的成绩保送至位于天津的南开大学，但受七七事变的影响，南开大学校舍被日军轰炸沦为焦土。天津沦陷后，杨苡常用笔名为一家主编叫邵冠祥的杂志社投稿诗歌，内容多为控诉侵略者、赞美抗日军民，但随主编邵冠祥被捕，杂志社被查抄，杨苡害怕被牵连遂致信巴金与哥哥杨宪益，并在杨宪益的建议下选择离开天津。此后因侵华日军进入天津租界，其母亲出于担心，将杨苡发表的稿子和杨苡与巴金、巴金哥哥李尧林来往的书信烧毁。
1938年7月7日，杨苡乘英国太古轮船公司云南号从天津开往香港的航班南下，在香港待十日后，转程越南后乘火车向昆明西南联大中文系进发。杨苡抵达昆明后与沈从文相识，并受其劝导影响，进入西南联大外文系学习。大学就读期间，杨苡的舍友有萧珊（巴金粉丝，后为巴金妻子）与王树藏（萧乾女友）等人。杨苡还参加了校内穆旦等人组织的高原文学社。在杨苡的大学时光中，她参加了全国抗战文艺协会云南分会的活动，并在《大公报》上发表过多篇诗歌散文，其译自英国诗人拜伦所著的叙事长诗《栖龙的囚徒》在《现代文艺》杂志上获得发表。
1940年，杨苡接受了赵瑞蕻的求婚。并于同年8月13日与同为同学的赵瑞蕻在淞沪战役抗战纪念日登报结婚。同年，杨苡与去西南联大看望萧珊的巴金首次见面，巴金在看过杨苡的译稿后鼓励其应认真的慢慢翻译，并在得知杨苡准备翻译呼啸山庄时予以支持，允诺会出版该译本。1941年，杨苡在昆明生育赵苡。婚后，杨苡转至金陵女子大学就读，但因生育导致课程被耽误。同年冬，杨苡的丈夫赵瑞蕻到重庆南开中学任教，并于次年进入重庆中央大学外文系担任助教。杨苡也于1942年随赵瑞蕻到中央大学外文系借读。1945年11月22日，杨苡的好友李尧林病逝，多年后，杨苡写下《梦李林》一文以作纪念。

### 工作
大学毕业后，杨苡担任过中学教师，抗日战争胜利后，杨苡在南京的国立编译馆翻译委员会担任翻译工作，参与了《罗马帝国衰亡史》和《马可波罗游记》的翻译工作。1949年后，杨苡担任过语文教师。1950年，杨苡加入南京市文学艺术界联合会和南京诗联。1953年，中央人民政府高等教育部派杨苡丈夫赵瑞蕻去東德的莱比锡卡尔·马克思大学任访问教授，担任东方语文学院讲师教授中国文学，杨苡欲带孩子同行未获批准后便留在国内继续工作。
1954年，杨苡开始了翻译《呼啸山庄》的工作。翻译期间，杨苡并不满意此前梁实秋的中译本将此书名译为《咆哮山莊》。至一日雨夜中狂风骤雨降临，遂激发其灵感，将其译著定名为《呼啸山庄》。1955年，杨苡译著《呼啸山庄》由巴金主持的上海平明出版社出版。1956年，杨苡奉派前往原民主德国莱比锡卡尔·马克思大学，教授了一年中国现代文学后回国。1957年，杨苡成为江苏省作协会员，其从英译本转译的《永远不会落的太阳》、《俄罗斯性格》销量极大。
回国后的杨苡担任起《雨花》文学月刊的特约编辑，并开始创作儿童文学作品，其作品受京沪地区文坛名家欢迎，但在江苏遭到他人批评，杨苡被指责其《成问题的故事》、《电影院的故事》等作品是为右派分子翻案，是配合右派分子和修正主义分子向中国共产党发动进攻，丑化祖国的花朵。反右运动中，杨苡译著《呼啸山庄》也遭到他人批评，称有右派分子引用外国古典作品中的内容宣传資產階級思想。同时，杨苡的作品《北京-莫斯科》被收入人民文学出版社出版的《1958年儿童文学选》，1959年杨苡的儿童诗《自己的事自己做》获得建国十年优秀儿童文学作品奖。1959年，北京大学西语系学生批评《呼啸山庄》（杨苡译著）、《红与黑》（赵瑞蕻译著）、《约翰·克利斯朵夫》三部外国古典名著的言行引发文艺界领导关注，被指三部作品有两部译自杨苡家，杨苡被批判，但未被扣帽子。
1960年，杨苡开始在南京师范大学外语系任教师。到了文化大革命期间，杨苡的哥哥杨宪益被捕入狱。杨苡也因其译著的《呼啸山庄》和此前发表的《成问题的故事》、《电影院的故事》两篇童话作品而被批斗成是宣扬阶级调和论、阶级斗争熄灭论、爱情至上，杨苡遭到六年的批斗和拳脚，期间被多次要求做检查、长期隔离，参加劳动改造。杨苡与杨宪益至1972年才被解放，其译著《呼啸山庄》亦因文革期间被扣上的罪名而销声匿迹。此后，杨苡继续在南京师范大学工作，后被调到联合国文件翻译组，1980年，杨苡以教员职称辞职退休。

### 退休
1980年，杨苡发表讲述巴金的访问记《坚强的人》散文获海内外多家报刊刊发。同年，杨苡成为中国作家协会会员，其译著《呼啸山庄》受《译林》杂志创始人李景端的促成下获江苏人民出版社出版，再版后的首次印刷即达35万册。1986年，杨苡译著《呼啸山庄》获得1979-1986南京市作协首届金陵文学奖中的翻译奖，同年杨苡怀念巴金夫人萧珊并思考自己人生道路的《梦萧珊》被《人民文学》杂志的读者评为最喜爱的作品。
1987年，出版家范用出版《雪泥集：巴金致杨苡书简劫余全编》一书，该书收集了巴金寄给杨苡的67封书信，但受战乱影响，这些书信只是两人书信中的一部分，杨苡亦为此书中的书信做注。1988年，杨苡作品《三座大山》与《月色如梦》分别获得全国首届微型小说二等奖与全国首届金陵明月散文大赛二等奖。
1990年，杨苡译著《呼啸山庄》转由译林出版社出版，其精装本被英国勃朗特故居博物馆收藏。
1999年，杨苡的丈夫赵瑞蕻因心脏病病发去世。杨苡遵其先夫遗嘱，将家中大部分藏书捐给先夫故乡温州的温州大学图书馆，但2018年，杨苡友人发现该批赠书被流入孔夫子旧书网，并将其高价购入的赵瑞蕻签字本《艾青诗选》拿给杨苡看，杨苡为此书题字作念。2009年，杨苡的哥哥，翻译家杨宪益去世，享年95岁。2013年，94岁的杨苡出版了《青春者忆》一书，写下了与巴金交往的故事。2017年，杨苡的姐姐，古典文学专家杨敏如去世，享年102岁。
2022年9月12日，其口述自传《一百年，许多人，许多事》由其本人自述，南京大学教授余斌撰写，后经译林出版社出版。该书也是她生前唯一的口述自传。
2023年1月27日20时30分，在南京去世，享年104岁。

## 作品

### 译著
- 《呼啸山庄》
- 《永远不会落的太阳》
- 《俄罗斯性格》
- 《伟大的时刻》
- 《天真与经验之歌》

### 著作
- 《自己的事情自己做》

## 脚注
1. ↑  另有来源指该日期为1938年7月8日[10]
2. ↑  李尧林笔名李林[8]